# Lucas Bacmeister (1605-1679)
Lucas Bacmeister (Rostock, 1605 — Rostock, 15 de Fevereiro de 1679) foi teólogo luterano alemão e professor de Teologia. Era filho de Lucas Bacmeister, o Jovem e de sua esposa Elisabeth Papke. Na década de 1620 na Universidade de Leipzig teve Heinrich Höpfner (1582-1642) como seu professor. Na Universidade de Wittenberg estudou com Johann Hülsemann (1602-1661), Wilhelm Leyser, o Velho (1592-1649), Paul Röber (1587-1651) e teve aulas com Jakob Martini (1570-1649). Mais tarde, estudou na Universidades de Rostock, Erfurt e Jena, onde recebeu seu diploma de Mestrado. Em 8 de fevereiro de 1635 foi nomeado professor de Teologia da Universidade de Rostock. Lucas Bacmeister foi casado com Dorothea Sasse, filha do professor de lógica Peter Sasse.

## Obras
- Disputatio Septima Anti-Leonina De Invocatione Sanctorum (Jena 1630)
- Vota In Praestantissimum & Humanissimum Lucam L. F. Bacmeisterum Rostoch. Megapol. Cum ipsi Rectore […] Dn. Johanni Himmelio […] Decano […] Dn. M. Philippo Horstio […] Summum in Philosophia brabeum […] in Alma Salana assignaretur, Missa & conscripta a Praeceptoribus […] & Fautoribus (1632)
- Bellarminus Orthodoxias Testis (Jena 1632)